# L'Illa (Balenyà)
L'Illa és una masia de Balenyà (Osona) inclosa a l'Inventari del Patrimoni Arquitectònic de Catalunya.

## Descripció
L'actual edifici és amb teulada als quatre vents, si bé antigament era a dues vessants.
Trobem el cos principal amb galeries i un edifici posterior adossat a aquell i amb teulada a dues vessants. A la façana principal hi ha una balconada de ferro forjat amb una llinda datada el 1850.
Cal destacar també un rellotge de sol datat a l'any 1822 i el fet que les finestres són de pedra treballada. Una gran lliça i un mur de pedra l'envolten.

## Història
A l'arxiu particular de la casa hi consten un seguit de pergamins que es reculen, el més antic, a l'any 1032.
La casa anà prosperant al llarg de l'època medieval fins a l'actualitat i es conserva un mobiliari antic (calaixeres, llits, etc.) que ennobleixen el seu patrimoni.